# Heterochondria petila
Heterochondria petila – gatunek widłonoga z rodziny Chondracanthidae. Nazwa naukowa tego gatunku skorupiaków została opublikowana w 2000 roku przez międzynarodowy zespół biologów w składzie: Ju-shey Ho, Il-Hoi Kim oraz Appukuttannaira Biju Kumar.